# Impensa
Impensa is een geslacht van kevers uit de familie bladkevers (Chrysomelidae).
De wetenschappelijke naam van het geslacht werd in 1971 gepubliceerd door Wilcox.

## Soorten
- Impensa gibbosa (Jacoby, 1883)
- Impensa maculicollis (Laboissiere, 1932)